# Östtimors herrlandslag i fotboll

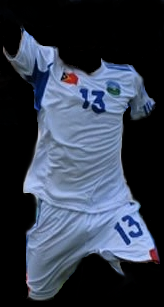
Bortatröjan 2010.

Östtimors herrlandslag i fotboll kontrolleras av Östtimors fotbollsförbund och spelade sin första landskamp den 21 mars 2003, och förlorade med 2-3 borta mot Sri Lanka i en kvalmatch till asiatiska mästerskapet.